# ارتش منطقه شرقی (ژاپن)
ارتش منطقه شرقی (به ژاپنی: 東部軍, Tōbugun) یک ارتش میدانی از نیروی زمینی امپراتوری ژاپن بود که مسئول دفاع از منطقه کانتو و شمال هونشو در طول جنگ اقیانوس آرام بود.